# Orella d'os
L'orella d'os (Ramonda myconi) és una planta de la família de les gesneriàcies. Popularment també és coneguda com a herba peluda, borraina, herba tossera i borratja de roca. És considerada un fòssil vivent de la vegetació tropical que durant el Terciari, fa més de 20 milions d'anys, va ocupar els Pirineus. Rebé el seu nom en honor del naturalista gal Louis-François-Élisabeth de Carbonnières, baró de Ramond (1753-1827), que va pujar el mont Perdut el 1808. L'epítet específic està dedicat al botànic Francesc Micó que fou botànic i metge nascut a Vic.

## Morfologia
Es tracta d'una planta perenne, que floreix de maig a juliol, quan adopta unes coloracions violetes, i després s'asseca per tornar a brotar amb les pluges de la tardor. Perd la part aèria durant els mesos freds de l'any, però amb l'arribada de la primavera ràpidament produeix tiges i fulles. És una planta vivaç que pot arribar a fer entre 10 i 20 cm.
Té un rizoma breu, i una mata abundant de rels fines i fibroses. La tija és herbàcia, amb un indument de pèls glandulars.
Les fulles són de color verd fosc, rugoses, robustes i molt arrugades. Tenen una forma àmpliament el·líptica, i la divisió dels seus marges és dentada, i s'estrenyen gradualment en un pecíol alat. Tenen abundants pèls, curts i blancs en el feix, i més llargs i de coloracions ferruginoses en el revers, i la nervadura és pennada.
El calze és format per 5 sèpals, amb una concrescència dialisèpala, lleugerament units entre si per la base. La corol·la, que fa entre 2 i 5 cm de diàmetre, és formada també per 5 pètals, és de concrescència dialipètala i simetria actinomorfa, i és del tipus rotaci, ja que els esmentats pètals només estan units per la base. L'androceu consta de 4 estams singenèsics, ja que estan soldats per les anteres. El gineceu és pluricarpel·lar, té 2 carpels concretament i amb una concrescència sincàrpica. El periant té una coloració entre blavosa i lila.

## Ecologia

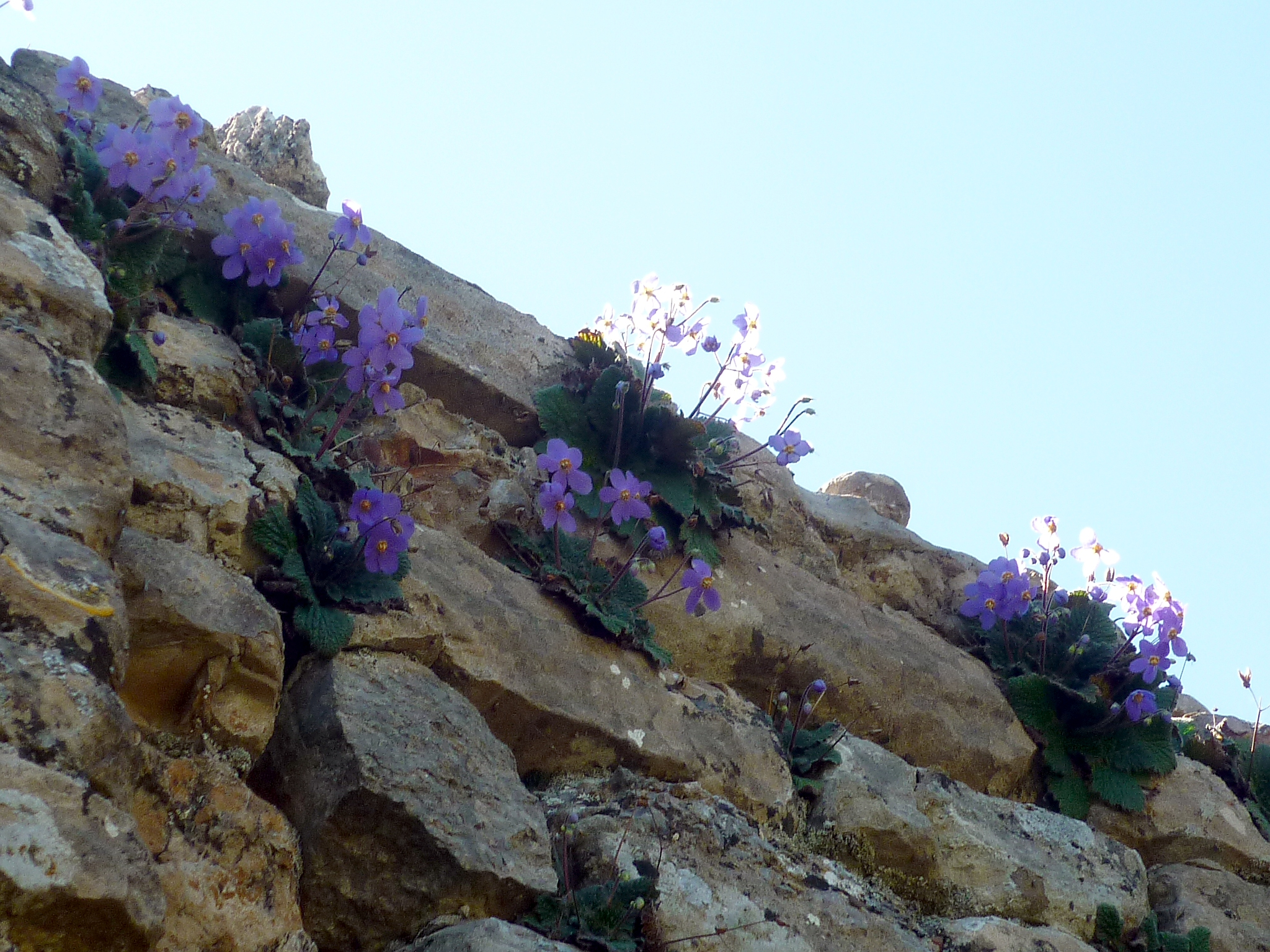
Orella d'os sobre els murs de Santa Maria del castell de Salinoves, a la Baronia de Rialb, al vessant sud del Prepirineu català

Prolifera al Pirineu, des de Navarra i Aragó fins a Catalunya, també a França i Andorra. Habita les ranures i als replans de roques calcàries o de conglomerats de naturalesa bàsica, de zones ombrívoles i fresques, entre 600 i 2.000 metres d'altitud.
Suporta bé les baixes temperatures, fins i tot bastants graus sota zero, i també l'exposició al sol directe en les hores fresques del dia.

## Farmacologia
Per a fins medicinals, s'utilitza la planta sencera, però més especialment les fulles, que s'han de recollir abans que la planta floreixi, ja que és en aquest període quan exerceixen més intensament la seva acció. Un cop recol·lectades cal posar-les a assecar a temperatura molt elevada i posteriorment es guarden en pots hermètics.
Les fulles contenen un mucílag que consta de diferents polisacàrids amb més o menys contingut en àcid galacturònic, fet que atorga diferents graus d'acidesa. A més, s'han aïllat dos nous glicòsids polifenòlics (un miconòsid i un hispidulina--8-C-β-d-galactopiranòsid), i un disacàrid conegut, la sucrosa, d'un extracte en metanol de les fulles.
Els antics botànics desconeixien aquesta planta i no va ser fins a mitjans del segle xv quan se'n va començar a parlar. En medicina popular s'utilitzava per a combatre tota mena de mals relacionats amb el refredat. Així, s'emprava com a dorsal, balsàmic i antitussigen. Fins i tot, durant algun temps es va emprar per a combatre la tos rebel, d'on va sorgir el nom de "herba tossera", que era com l'anomenaven els espanyols d'aquella època. Un tractat d'aquell temps reflectia que l'aigua que se n'extreia servia com a remei molt eficaç per a trencar càlculs de la bufeta urinària i dels ronyons. La qüestió és que d'aquesta virtut no existeix cap altre document ni estudi, de manera que no es pot verificar l'autenticitat d'aquest fet.
En qualsevol cas, és una planta d'accions suaus i gairebé exempta d'efectes secundaris, per la qual cosa pot ser usada sense temor, només guardant les precaucions degudes.
L'administració és a partir d'una infusió de les fulles o de la planta sencera, que cal endolcir perquè no resulti amarga al paladar.

## Cultiu
Cal situar la planta en un lloc on durant les hores fresques del dia li toqui el sol directament, i sempre a l'exterior. Quan arriba la primavera i la planta comença a produir tiges i fulles, necessita ser regada de forma regular, però sempre deixant assecar el terreny entre regada i regada.
Com que es tracta d'una planta perenne, té un període de descans vegetatiu d'uns mesos durant els quals no cal regar-la.
A la primavera, és recomanable afegir un adob específic per a plantes de flors a l'aigua cada 20-25 dies. També es pot barrejar al terreny un fertilitzant granulós d'alliberament lent, l'acció del qual duri de 3 a 4 setmanes.
Per tal de prevenir l'atac i el desenvolupament de malalties causades per fongs i afavorides per un clima fresc i humit, es pot aplicar un insecticida d'ampli espectre i un fungicida.